# Пулитцеровская премия за критику
Пулитцеровская премия за критику (англ. Pulitzer Prize for Criticism) — одна из номинаций Пулитцеровской премии, существующая с 1970 года, первые три из которых носила название «За критику или комментарий».

За выдающуюся критику, использующую любой доступный журналистский инструмент.Оригинальный текст (англ.)For distinguished criticism, using any available journalistic tool.

## История
Согласно мнению американского исследователя и журналиста Джона Хоэнберга, создание дополнительной номинации Пулитцеровской премии в 1970 году отразило возрастающее значение культурной журналистики. Несмотря на десятилетия развития области, на тот момент самостоятельные колонки критики об искусстве существовали только в наиболее крупных, влиятельных изданиях. Совет премии стремился подтолкнуть молодые редакции к развитию в этой области, учредив отдельную категорию «За критику или комментарий». Первые три года она предусматривала награду для двух лауреатов, позднее её разделили на две самостоятельные номинации: собственно «за критику» и «за комментарий».

## Лауреаты
| Год  | Лауреат              | Издание                 | Комментарий |
| ---- | -------------------- | ----------------------- | --- |
| 1970 | Ада Луиз Хакстебл    | New York Times          | За выдающуюся критику в течение 1969 года. |
| 1971 | Гарольд Шонберг      | New York Times          | За музыкальную критику в течение 1970 года. |
| 1972 | Фрэнк Питерс-младший | St. Louis Post-Dispatch | За музыкальную критику в течение 1971 года. |
| 1973 | Рон Пауэрс           | Chicago Sun-Times       | За критические сочинения о телевидении в течение 1972 года. |
| 1974 | Эмили Генауэр        | Newsday                 | За критические произведения об искусстве и художниках. |
| 1975 | Роджер Эберт         | Chicago Sun-Times       | За кинокритику в течение 1974 года. |
| 1976 | Алан Кригсман        | Washington Post         | За критическое письмо о танцах в течение 1975 года. |
| 1977 | Уильям Макферсон     | Washington Post         | За вклад в раздел «Книжный мир» (англ. «Book World»). |
| 1978 | Уолтер Керр          | New York Times          | За статьи о театре в течение 1977 года и всей карьеры. |
| 1979 | Пол Гапп             | Chicago Tribune         | — |
| 1980 | Уильям Генри III     | Boston Globe            | За критическое письмо о телевидении. |
| 1981 | Джонатан Ярдли       | Washington Star         | За книжные обзоры. |
| 1982 | Мартин Бернхаймер    | Los Angeles Times       | За критику классической музыки. |
| 1983 | Мануэла Хоэлтерхофф  | Wall Street Journal     | За разного рода критику в отношении искусства и других областей. |
| 1984 | Пол Голдбергер       | New York Times          | За критику архитектуры. |
| 1985 | Говард Розенберг     | Los Angeles Times       | За телевизионную критику. |
| 1986 | Донал Хенахан        | New York Times          | За музыкальную критику. |
| 1987 | Ричард Эдер          | Los Angeles Times       | За книжные обзоры. |
| 1988 | Том Шейлс            | Washington Post         | За телевизионную критику. |
| 1989 | Майкл Скубе          | News & Observer         | За сочинения о книгах и на прочие литературные темы. |
| 1990 | Аллан Темко          | San Francisco Chronicle | За критику архитектуры. |
| 1991 | Дэвид Шоу            | Los Angeles Times       | За критику манеры освещения средствами массовой информации, включая его собственную газету, расследования о растлениях в дошкольном учреждении МакМартина.                                                                                     |
| 1992 | Не вручалась         | Не вручалась            | Не вручалась |
| 1993 | Майкл Дирда          | Washington Post         | За книжные обзоры. |
| 1994 | Ллойд Шварц          | Boston Phoenix          | За искусную и резонансную критику классической музыки. |
| 1995 | Марго Джефферсон     | New York Times          | За книжные обзоры и другую критику разных сфер культуры. |
| 1996 | Роберт Кэмпбелл      | Boston Globe            | За компетентные материалы об архитектуре. |
| 1997 | Тим Пэйдж            | Washington Post         | За понятную и разъясняющую музыкальную критику. |
| 1998 | Митико Какутани      | New York Times          | За полные страсти, эрудированные произведения о книгах и современной литературе. |
| 1999 | Блэр Камин           | Chicago Tribune         | За доступное освещение городской архитектуры, в том числе имеющую решающее значение серию в поддержку развития прибрежной зоны озера Чикаго.                                                                                                   |
| 2000 | Генри Аллен          | Washington Post         | За свежие и авторитетные материалы о фотографии. |
| 2001 | Гейл Колдуэлл        | Boston Globe            | За проницательные наблюдения о современной жизни и литературе. |
| 2002 | Дэвидсон, Джастин    | Newsday                 | За блестящее освещение классической музыки, отражающее её суть. |
| 2003 | Стивен Хантер        | Washington Post         | За авторитетную кинокритику, которая одновременно приносит внутреннее интеллектуальное удовольствие и просвещает при чтении. |
| 2004 | Дэн Нейл             | Los Angeles Times       | За уникальные обзоры автомобилей, сочетающие техническую эрудированность с нешаблонным юмором и проницательными культурными наблюдениями. |
| 2005 | Джо Моргенштерн      | Wall Street Journal     | За кинообзоры, выявляющие сильные и слабые стороны фильмов с уникальной проницательностью, авторитетностью и остроумием. |
| 2006 | Робин Гивхан         | Washington Post         | За остроумные, наблюдательные эссе, которые превратили обзоры мод в культурную критику. |
| 2007 | Джонатан Голд        | LA Weekly               | За увлечённые, масштабные обзоры ресторанов, отражающие восторг эрудированного едока. |
| 2008 | Марк Фини            | Boston Globe            | За поразительные и многосторонние познания в изобразительном искусстве, от кино и фотографии до живописи. |
| 2009 | Холланд Коттер       | New York Times          | За разнообразные обзоры об искусстве, от Манхэттена до Китая, отмеченные проницательностью, блестящим стилем и драматическими историями. |
| 2010 | Сара Кауфман         | Washington Post         | За свежий образный подход к танцевальной критике, освещающей целый ряд вопросов и тем в провокационных комментариях и оригинальных размышлениях.                                                                                               |
| 2011 | Себастьян Сми        | Boston Globe            | За пылкие и многословные материалы об искусстве, часто оживляющие превосходные работы с любовью и уважением. |
| 2012 | Уэсли Моррис         | Boston Globe            | За проницательную, новаторскую критику о кино, отличающуюся метким словом и плавным переходом между артхаусом и кассовыми фильмами. |
| 2013 | Филипп Кенникотт     | Washington Post         | За красноречивые и страстные эссе об искусстве и лежащих в его основе социальных силах. Критику, который всегда стремится сделать свои темы и задачи релевантными для читателей.                                                               |
| 2014 | Инга Шафран          | Philadelphia Inquirer   | За критику об архитектуре, сочетающую в себе опыт, гражданский пыл и абсолютную доступность изложения с постоянно вдохновляющими и поражающими аргументами.                                                                                    |
| 2015 | Мэри Макнамара       | Los Angeles Times       | За находчивую критику, использующую проницательность, юмор и взгляд изнутри, чтобы продемонстрировать, как одновременно незначительные, но сейсмические сдвиги в культурном ландшафте влияют на телевидение.                                   |
| 2016 | Эмили Нуссбаум       | New Yorker              | За телевизионные обзоры, написанные с увлечением, которое никогда не затмевает проницательность анализа или спокойную авторитетность повествования.                                                                                            |
| 2017 | Хилтон Алс           | New Yorker              | За дерзкие и оригинальные обзоры, которые стараются представить театральные драмы в реальном культурном контексте, особенно на переменчивом фоне гендерных, сексуальных и расовых аспектов.                                                    |
| 2018 | Джерри Зальц         | New York Magazine       | За солидный массив работ, которые передают проницательный и зачастую дерзкий взгляд на изобразительное искусство в Америке, охватывая личное, политическое, непорочное и светское.                                                             |
| 2019 | Карлос Лозада        | Washington Post         | За едкие и доскональные обзоры и эссе, которые объединяли нежные чувства и тщательный анализ при изучении широкого спектра книг, посвящённых правительству и опыту американского общества.                                                     |
| 2020 | Кристофер Найт       | Los Angeles Times       | За работу, демонстрирующую экстраординарное служение обществу в качестве критика, применение его опыта и предприимчивости для критики предстоящего капитального ремонта Музея искусств округа Лос-Анджелес и его влияния на миссию учреждения. |
| 2021 | Уэсли Моррис         | Los Angeles Times       | За неумолимо актуальную и глубоко заинтересованную критику о пересечениях расы и культуры в США, написанную в исключительном стиле, поочерёдно игривом и глубоком.                                                                             |
| 2022 | Саламишах Тилле      | The New York Times      | За научные и стильные статьи о черных историях в искусстве и популярной культуре – работы, которые успешно объединяют академический и неакадемический критический дискурс.                                                                     |
| 2023 | Андреа Лонг Чу       | New York                | За рецензии на книги, в которых авторы и их произведения рассматриваются с разных культурных позиций, чтобы исследовать некоторые из самых острых тем общества.                                                                                |
| 2024 | Джастин Чанг         | Los Angeles Times       | За выразительную и охватывающую все жанры кинокритику, отражающую современный опыт похода в кино. |
| 2025 | Александра Ланге     | CityLab                 | За элегантную и расширяющую жанровые границы прозу об общественных пространствах для семей — мастерское сочетание интервью, наблюдений и анализа архитектурных элементов, которые помогают процветать детям и местным сообществам.             |